# Ricardo Alfredo González
Ricardo Alfredo Gónzalez Reinoso (San Felipe, 31 agosto 1965) è un ex calciatore cileno, di ruolo difensore.